# Gwon Ik-hyeon
Gwon Ik-hyeon (nome original em coreano:  권 익현; 19 de fevereiro de 1920 — data de morte desconhecido) foi um ciclista olímpico sul-coreano. Ik-hyeon representou o seu país nos Jogos Olímpicos de Verão de 1948 e 1952.